# Luís Figo
Pour les articles homonymes, voir Figo.
 Madeira Caeiro Figo est un nom portugais ; le premier nom de famille (d'usage facultatif) est  Madeira et le second est Caeiro Figo.
Luís Filipe Madeira Caeiro Figo, né le 4 novembre 1972 à Almada, est un footballeur international portugais évoluant au poste de milieu de terrain offensif durant les années 1990-2000.
En vingt ans de carrière, entre 1989 et 2009, il joue pour plusieurs des plus grands clubs européens : Sporting Portugal, FC Barcelone, Real Madrid et Inter Milan, dont il devient « ambassadeur » après sa retraite sportive.
Il est considéré comme l'un des plus grands footballeurs portugais de l'histoire, avec Cristiano Ronaldo et Eusébio. Sa grande technique, sa puissance et sa vision du jeu font qu'il reste l'un des meilleurs milieux offensifs de sa génération, au même titre que Rui Costa, Rivaldo, ou encore Zinédine Zidane. Il est cité parmi les 125 meilleurs joueurs mondiaux encore vivants en 2004, dans un classement conjoint de Pelé et de la FIFA. Il remporte le Ballon d'or en 2000.

## Biographie

### Enfance et formation
Fils unique d'António Caeiro Figo et de Maria Joana, Luís grandit dans une banlieue de la classe ouvrière de Lisbonne, à Almada, dans le quartier de Cova da Piedade, où il commence à jouer au football dans la rue.
Dans un petit quartier de Lisbonne appelé Os Pastilhas, du nom d'une friandise locale, un garçon de six ans cheveux longs et blonds sème terreur et adversaire sur un bout de terrain sablonneux. Le cartable d'école tout juste posé, Luís Filipe Madeira Caeiro Figo ne pense plus qu'aux dribbles. Il aime aussi gagner et rejoint ses amis dans le club local. Luís Figo est doué et le prouve à chaque match. Dans ces cas-là, il n'existe que deux solutions dans la capitale portugaise : le populaire Benfica ou le Sporting.
Souvent le premier l'emporte, mais son père António est fan des Lions et son fils enfile le maillot cerclé vert et blanc. Sourire angélique et technique diabolique, Luís Figo place ses accélérations et ses feintes dans les meilleurs défenses de la région. Le nom de Figo commence à noircir les cahiers des entraîneurs lusitaniens chargés de constituer les sélections nationales que Luís intègre pour la première fois à quinze ans. Apparu trois fois dans l'équipe professionnelle en 1990 à dix-sept ans, dont la première le 1er avril, Figo est placé avec succès une année en équipe réserve.

### Révélation au Sporting CP (1990-1995)
Après un premier match en professionnel à seulement dix-sept ans le 1er avril 1990 puis deux autres avant la fin de la saison, Luís Figo intègre définitivement l'équipe première pour la saison 1991-1992. Fraîchement champion du monde des moins de 20 ans, il s'impose malgré son jeune âge grâce à son assurance, une maturité précoce et sa maîtrise technique. Il fait aussi ses débuts en Coupe d'Europe, contre le CS Dinamo Bucuresti le 18 septembre 1991.
Dans le sillage de son jeune stratège, le Sporting se rapproche du FC Porto et du Benfica Lisbonne et remporte la Coupe du Portugal lors de la saison 1994-1995. Figo réalise une saison pleine avec sept buts et quatorze passes décisives. Mais Sousa Cintra, le président du Sporting, reste indifférent au talent de son joueur. Déçu par si peu de reconnaissance après 134 matchs et quinze buts en vert et blanc, l'international portugais souhaite répondre aux sollicitations du Parme AC. Mais ses responsables ne le laissent pas partir. Face à une offre supérieure, ils répondent par l'affirmative à la Juventus Turin. Situation bloquée, la FIFA tranche et interdit à Figo de jouer en Italie durant deux ans. En dehors du pays transalpin, il peut évoluer où il veut et choisi le FC Barcelone.

### Confirmation au FC Barcelone (1995-2000)
Le FC Barcelone engage Luís Figo pour une somme estimée faible à l'époque, équivalent à treize millions de franc. Sur la pelouse du Camp Nou, Figo remplace le Danois Michael Laudrup. Rapidement à l'aise et peu gêné par de nouvelles langue et culture, il trouve rapidement ses marques. Insaisissable dribbleur de défense, il devient peu à peu le chouchou du public barcelonais. Brillant et efficace, il résiste même aux multiples entraîneurs de la maison blaugrana. Titulaire durant un an sous Johan Cruijff, il le demeure sous les ordres de Louis van Gaal.
En septembre 1997, pour son premier match en Ligue des champions, Figo offre une passe décisive et un but lointain pour une défaite 3-2 contre Newcastle.
Là, dans un dispositif tourné vers l'attaque, Figo est le pendant de Rivaldo sur le côté droit de l'escouade offensive du Barça, l'efficacité en moins. L'entraîneur néerlandais fait de Figo le capitaine du Barça, en l'absence de Pep Guardiola devenu indésirable. Décisif, le Portugais créé même la « Figodépendance » dont le club catalan cherche à empêcher le départ avec une clause libératoire de plus de 200 MF.
Il permet au Barça de remporter la Coupe des coupes 1996-97, ainsi que la Supercoupe d'Europe 1997, deux championnats d'Espagne consécutifs en 1997-98 et en 1998-99 et deux Coupes d'Espagne.
Figo est le chouchou du public catalan devant Rivaldo, Ballon d'or en titre, mais, malgré son statut et ses performances, ne touche pas le même salaire que ce dernier. Le Barça est alors en crise avec une fin de saison complètement ratée, ce qui entraîne la démission du président Nunez et des élections pour lui trouver un successeur. Gaspart, vice-président de Nunez est favori mais sa victoire n'est pas assurée. C'est dans ce contexte que Figo tente de renégocier son salaire. Candidat à la présidence du rival Real Madrid, Florentino Perez convainc Paulo Futre, l'idole de jeunesse de Figo, de négocier avec ce dernier qui se sert de l'offre madrilène pour négocier avec Barcelone. Mais Nunez refuse et Gaspart n'est pas certain de l'emporter. Figo accepte de signer un pré-contrat avec le Real et l'affaire sort dans la presse. En levant sa clause libératoire, Luís Figo rejoint le Real Madrid pour la somme de 65 M€, un montant record au niveau mondial à cette époque, provoquant un scandale parmi les supporters du Barça.

### Titres internationaux au Real Madrid (2000-2005)
Dès sa première année, Figo remporte le Ballon d'or de France Football, grâce notamment à un Euro 2000 réussi.
En 2001, il remporte le prix FIFA World Player récompensant le meilleur joueur du monde.
Le Real fait venir chaque année une nouvelle star comme promis et le club collectionne les trophées. Il gagne avec le Real Madrid la Ligue des Champions en 2001-02, ainsi que deux fois la Liga, deux Supercoupes d'Espagne, une Supercoupe d'Europe et une coupe du monde des clubs.

### En équipe nationale

#### Sélections jeunes
À quinze ans, Luís Figo intègre sa première équipe nationale composée d'une bonne génération 1972 dont Abel Xavier, Rui Costa ou encore Jorge Costa, son ami du Sporting.
Avec cette génération, Figo commence par remporter le Championnat d'Europe des moins de 16 ans en 1989 et achèvent sa moisson fructueuse dans l'euphorie de l'Estádio da Luz avec un titre mondial des moins de 20 ans devant près de 120 000 spectateurs en juillet 1991, décisif aux tirs au but contre le Brésil en finale.
Luís Figo compte déjà plus de quinze sélection A au moment de disputer le Championnat d'Europe des moins de 21 ans 1994. Sur le banc la majorité des qualifications, Figo dispute la totalité des quarts-de-finale aller-retour face à la Pologne (5-1 cumulé), mais écope de deux cartons jaunes successifs et donc d'une suspension pour la demi-finale contre l'Espagne (victoire 2-0). En revanche contre l'Italien à Montpellier pour la finale, les jeunes portugais dont Rui Costa, Jorge Costa, João Pinto et Abel Xavier s'inclinent en prolongation (1-0 ap) contre notamment Toldo, Cannavaro, Panucci et Inzaghi. Luis Figo est élu meilleur joueur du tournoi.

#### Équipe A du Portugal
Dès le mois d'octobre 1991, Figo connaît sa première sélection en sélection A face au Luxembourg (1-1).
Éliminé de la World Cup 1994 puis du Mondial 1998, il ne peut s'exprimer que lors de l'Euro 1996 où il marque son premier but en tournoi majeur face à la Croatie. Maître à jouer d'une sélection très technique, plaisante à regarder, il ne peut alors trouver devant lui un joueur capable de transformer ses passes en buts. Le Portugal atteint toutefois les quarts de finale de ce tournoi, éliminés par une surprenante équipe de république tchèque.
À l'Euro 2000, le Portugal termine premier de son groupe au premier tour devant la Roumanie de Gheorghe Hagi, l'Angleterre et l'Allemagne avant de perdre en demi-finale contre la France après prolongation. Figo inscrit un but durant cette compétition lors du premier match de poule face à l'Angleterre.
Les lusitaniens se qualifient pour la coupe du monde 2002, compétition dont ils font partie des favoris au même titre que la France et l'Argentine. Mais a la surprise générale, aucune de ces trois formations ne passera le premier tour. Il participe aussi à la finale du Championnat d'Europe de football 2004 a domicile perdue 1-0 face à la surprise du tournoi, la Grèce. Figo passe pourtant tout près de l'égalisation en fin de match. À l'issue de ce match, Figo décide de prendre sa retraite internationale, tout comme Zidane et Pavel Nedved.

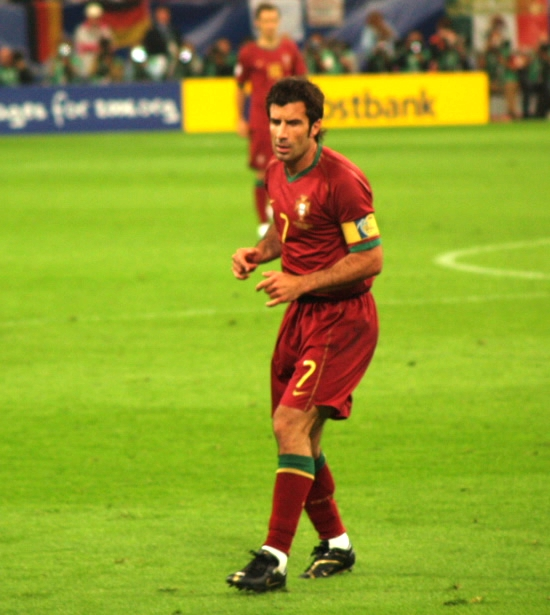
Luís Figo lors de la Coupe du monde 2006.

Toutefois, à l'image des deux autres légendes du football, il revient sur sa décision environ un an plus tard pour disputer la coupe du monde 2006 en Allemagne. Il finit sa carrière internationale lors cette même Coupe du monde 2006, lors du match pour la troisième place contre le pays organisateur, après avoir perdu une nouvelle fois en demi finale contre la France, jusqu'alors véritable bête noire du Portugal.
Lors de sa retraite des terrains, Luis Figo est le joueur le plus capé de l’histoire du Portugal avec 127 sélections. Il est dépassé le 18 juin 2016 par Cristiano Ronaldo.

### Champion chaque année avec l'Inter pour finir

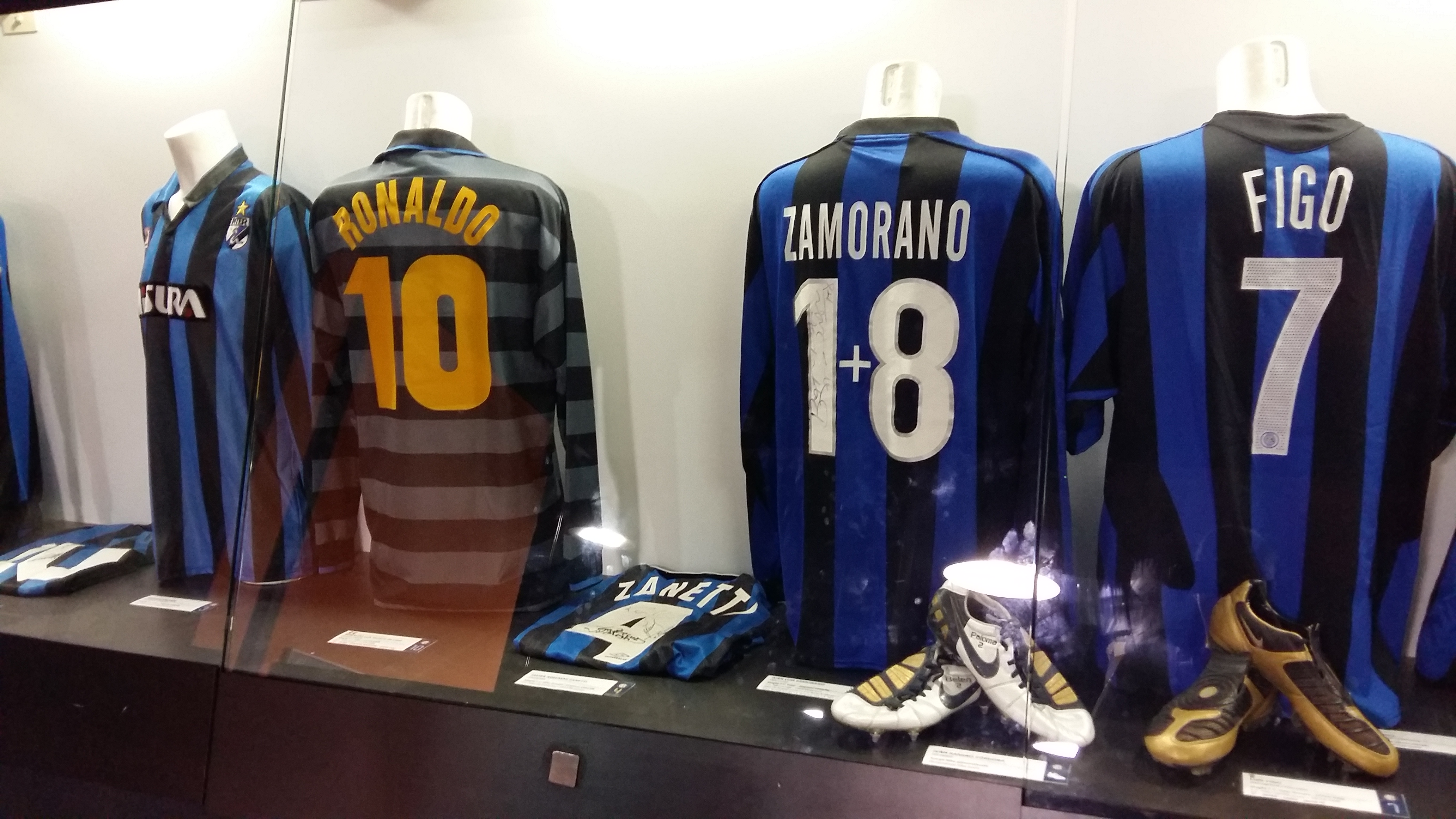
Maillot de Luís Figo au musée de l'Inter Milan.

Le 5 août 2005, il quitte le championnat espagnol et signe avec l'Inter Milan.
À l'été 2007, le Ballon d’or 2000 vit d’âpres négociations avec son club pour une prolongation de contrat d'un an alors qu'il est annoncé à Al-Ittihad en Arabie saoudite. Le 10 juin 2007, l'Inter Milan fait savoir que Figo continue à jouer pour ce club, avec possiblement un rôle après sa carrière de joueur. Le jour de ses 35 ans, en novembre 2007, Figo se fait fracturer le péroné par Pavel Nedved, emporté dans son élan à l’occasion du choc Juventus-Inter Milan (1-1).
Au terme de la saison 2008-09, sacré champion d'Italie, Luis Figo annonce sa retraite à haut-niveau. Avec le club milanais, Luís Figo est un fuoriclasse (un crack, un magicien). Il remporte quatre Championnats, une Coupe d'Italie et trois Supercoupes.

### Reconversion
A sa retraite des terrains à l'été 2009, Luis Figo reste à l'Inter Milan et en devient immédiatement l'ambassadeur.
En octobre 2017, Luís Figo devient conseiller en football à l'UEFA, intervenant sur les aspects techniques du jeu, les Lois du Jeu et l’attrait général de cette discipline en tant qu'ambassadeur.

## Style de jeu

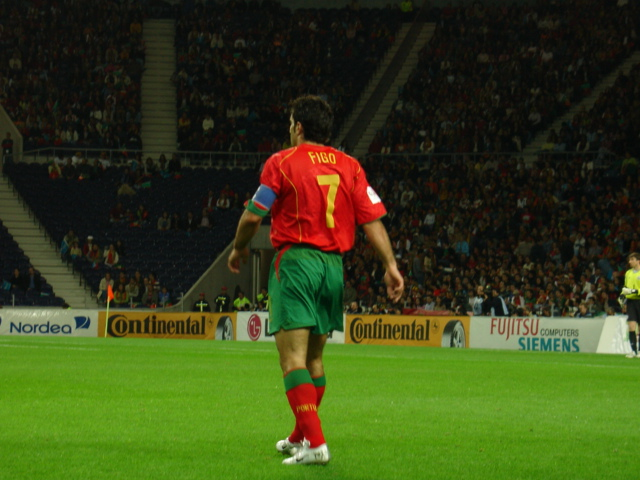
Luís Figo en capitaine de l'Équipe du Portugal de football.

Par son aisance balle au pied, Luís Figo est un des meilleurs joueurs du monde en un-contre-un. Adepte de longues chevauchées et slaloms, regard fixé sur les pieds du défenseur plutôt que sur le ballon comme la plupart des joueurs, il s'appuie essentiellement sur le contre-pied et le changement de direction en laissant à d'autres joueurs les passements de jambes et crochets. Percutant et provocateur, Figo cherche l'efficacité et à se défaire du marquage pour se donner le temps nécessaire à la réalisation de ses centres souvent dangereux pour la défense adverse. Plus attaquant dans l'esprit, il possède l'instinct et la spontanéité du buteur quand l'occasion se présente. Ailier de formation, son jeu de tête n'est pas son point fort contrairement à l'exécution des coups francs qui, puissants et précis à la fois ainsi que toujours autour des barres et poteaux, permettent souvent de faire la différence.
Le Portugais affiche le physique irréprochable que son jeu impose. Explosif, soudain, il fait preuve de beaucoup de puissance dans ses démarquages et ses dribbles. Rarement blessé, robuste et titulaire d'un gros volume de jeu permettant de finir fort ses matchs, Luís Figo possède une résistance et une régularité à l'effort au-dessus de la moyenne à un haut niveau de performance.
Sa technique, sa vision du jeu, ses capacités physiques lui ont permis d'être convoité encore à 35 ans par de nombreux clubs d'Europe, d'Amérique et d'Arabie saoudite.

## Statistiques

### Statistiques par saison
Luis Figo dispute onze matches européens (aucun but) avec le Sporting Portugal. Il en joue ensuite 44 matchs pour onze buts pour le FC Barcelone, soixante matchs et seize buts pour le Real Madrid et enfin 21 matchs pour un seul but pour l'Internazionale. Il dispute par ailleurs quatre matches de Supercoupe de l'UEFA (deux pour Barcelone et autant pour le Real Madrid) et totalise plus de cent matchs (103 ou 107 selon les sources) et 24 buts en Ligue des champions de l'UEFA,.
Ce tableau présente les statistiques en carrière de joueur de Luís Figo.
| Saison                | Club                  | Championnat           | Championnat | Championnat | Championnat | Coupe(s) nationale(s) | Coupe(s) nationale(s) | Coupe(s) nationale(s) | Supercoupe | Supercoupe | Supercoupe | Compétition(s) continentale(s) | Compétition(s) continentale(s) | Compétition(s) continentale(s) | Compétition(s) continentale(s) | Autres compétitions | Autres compétitions | Autres compétitions | Autres compétitions | Portugal | Portugal | Portugal | Total | Total | Total |
| Saison                | Club                  | Division              | M.          | B.          | P.d.        | M.                    | B.                    | P.d.                  | M.         | B.         | P.d.       | Comp.                          | M.                             | B.                             | P.d.                           | Comp.               | M.                  | B.                  | P.d.                | M.       | B.       | P.d.     | M.    | B.    | P.d.  |
| 1989-1990             | Sporting Portugal     | D1                    | 3           | 0           | 0           | -                     | -                     | -                     | -          | -          | -          | -                              | -                              | -                              | -                              | -                   | -                   | -                   | -                   | -        | -        | -        | 3     | 0     | 0     |
| 1990-1991             | Sporting Portugal     | D1                    | -           | -           | -           | -                     | -                     | -                     | -          | -          | -          | -                              | -                              | -                              | -                              | -                   | -                   | -                   | -                   | -        | -        | -        | 0     | 0     | 0     |
| 1991-1992             | Sporting Portugal     | D1                    | 34          | 1           | 13          | 7                     | 0                     | 0                     | -          | -          | -          | C3                             | 2                              | 0                              | 0                              | -                   | -                   | -                   | -                   | 7        | 0        | 0        | 50    | 1     | 13    |
| 1992-1993             | Sporting Portugal     | D1                    | 32          | 0           | 7           | 8                     | 1                     | 0                     | -          | -          | -          | C3                             | 2                              | 0                              | 0                              | -                   | -                   | -                   | -                   | 8        | 1        | 0        | 50    | 2     | 7     |
| 1993-1994             | Sporting Portugal     | D1                    | 31          | 8           | 10          | 1                     | 0                     | 0                     | -          | -          | -          | C3                             | 3                              | 0                              | 0                              | -                   | -                   | -                   | -                   | 1        | 0        | 0        | 36    | 8     | 10    |
| 1994-1995             | Sporting Portugal     | D1                    | 29          | 7           | 12          | 7                     | 3                     | 0                     | -          | -          | -          | C3                             | 2                              | 0                              | 0                              | -                   | -                   | -                   | -                   | 7        | 3        | 3        | 45    | 13    | 15    |
| Sous-total            | Sous-total            | Sous-total            | 129         | 16          | 42          | 23                    | 4                     | 0                     | -          | -          | -          | -                              | 9                              | 0                              | 0                              | -                   | -                   | -                   | -                   | 23       | 4        | 3        | 184   | 24    | 45    |
| 1995-1996             | FC Barcelone          | D1                    | 35          | 5           | 9           | 8                     | 1                     | 1                     | -          | -          | -          | C3                             | 10                             | 3                              | 1                              | -                   | -                   | -                   | -                   | 8        | 1        | 0        | 61    | 10    | 11    |
| 1996-1997             | FC Barcelone          | D1                    | 36          | 4           | 11          | 8                     | 3                     | 1                     | 1          | 0          | 1          | C2                             | 8                              | 1                              | 2                              | -                   | -                   | -                   | -                   | 9        | 2        | 0        | 62    | 10    | 15    |
| 1997-1998             | FC Barcelone          | D1                    | 35          | 5           | 11          | 6                     | 1                     | 3                     | 1          | 0          | 0          | C1                             | 7                              | 1                              | 1                              | SU                  | 2                   | 0                   | 1                   | 4        | 0        | 0        | 55    | 7     | 16    |
| 1998-1999             | FC Barcelone          | D1                    | 34          | 7           | 16          | 9                     | 1                     | 2                     | 1          | 0          | 0          | C1                             | 6                              | 1                              | 1                              | -                   | -                   | -                   | -                   | 10       | 1        | 0        | 60    | 10    | 19    |
| 1999-2000             | FC Barcelone          | D1                    | 32          | 9           | 10          | 4                     | 0                     | 0                     | 2          | 0          | 3          | C1                             | 13                             | 5                              | 9                              | -                   | -                   | -                   | -                   | 12       | 6        | 3        | 63    | 20    | 25    |
| Sous-total            | Sous-total            | Sous-total            | 172         | 30          | 57          | 35                    | 6                     | 7                     | 5          | 0          | 4          | -                              | 44                             | 11                             | 14                             | -                   | 2                   | 0                   | 1                   | 43       | 10       | 3        | 301   | 57    | 86    |
| 2000-2001             | Real Madrid           | D1                    | 34          | 7           | 19          | -                     | -                     | -                     | -          | -          | -          | C1                             | 14                             | 5                              | 7                              | SU+CI               | 1+1                 | 0+0                 | 0+0                 | 9        | 7        | 0        | 59    | 19    | 26    |
| 2001-2002             | Real Madrid           | D1                    | 29          | 7           | 7           | 6                     | 1                     | 0                     | 2          | 0          | 1          | C1                             | 10                             | 3                              | 1                              | -                   | -                   | -                   | -                   | 11       | 5        | 1        | 58    | 16    | 10    |
| 2002-2003             | Real Madrid           | D1                    | 33          | 10          | 13          | 1                     | 0                     | 0                     | -          | -          | -          | C1                             | 15                             | 2                              | 4                              | SU+CI               | 1+1                 | 0+0                 | 1+0                 | 8        | 1        | 0        | 59    | 13    | 18    |
| 2003-2004             | Real Madrid           | D1                    | 36          | 9           | 10          | 6                     | 2                     | 0                     | 2          | 1          | 1          | C1                             | 11                             | 2                              | 2                              | -                   | -                   | -                   | -                   | 17       | 3        | 2        | 72    | 17    | 15    |
| 2004-2005             | Real Madrid           | D1                    | 32          | 3           | 4           | -                     | -                     | -                     | -          | -          | -          | C1                             | 10                             | 4                              | 5                              | -                   | -                   | -                   | -                   | 4        | 2        | 2        | 46    | 9     | 11    |
| Sous-total            | Sous-total            | Sous-total            | 164         | 36          | 53          | 13                    | 3                     | 0                     | 4          | 1          | 2          | -                              | 60                             | 16                             | 19                             | -                   | 4                   | 0                   | 1                   | 47       | 16       | 5        | 292   | 72    | 80    |
| 2005-2006             | Inter Milan           | Serie A               | 34          | 5           | 7           | 3                     | 0                     | 0                     | -          | -          | -          | C1                             | 8                              | 1                              | 1                              | -                   | -                   | -                   | -                   | 15       | 1        | 9        | 60    | 7     | 17    |
| 2006-2007             | Inter Milan           | Serie A               | 32          | 2           | 8           | 7                     | 0                     | 1                     | 1          | 1          | 0          | C1                             | 7                              | 0                              | 0                              | -                   | -                   | -                   | -                   | -        | -        | -        | 47    | 3     | 9     |
| 2007-2008             | Inter Milan           | Serie A               | 17          | 1           | 5           | 1                     | 0                     | 0                     | 1          | 0          | 0          | C1                             | 3                              | 0                              | 2                              | -                   | -                   | -                   | -                   | -        | -        | -        | 22    | 1     | 7     |
| 2008-2009             | Inter Milan           | Serie A               | 22          | 1           | 3           | -                     | -                     | -                     | 1          | 0          | 0          | C1                             | 3                              | 0                              | 0                              | -                   | -                   | -                   | -                   | -        | -        | -        | 26    | 1     | 3     |
| Sous-total            | Sous-total            | Sous-total            | 105         | 9           | 23          | 11                    | 0                     | 1                     | 3          | 1          | 0          | -                              | 21                             | 1                              | 3                              | -                   | -                   | -                   | -                   | 15       | 1        | 9        | 155   | 12    | 36    |
| Total sur la carrière | Total sur la carrière | Total sur la carrière | 570         | 91          | 175         | 82                    | 13                    | 8                     | 12         | 2          | 6          | -                              | 134                            | 28                             | 36                             | -                   | 6                   | 0                   | 2                   | 127      | 32       | 20       | 931   | 166   | 247   |

### En sélection nationale
Luis Figo joue 127 rencontres internationales avec l'Équipe du Portugal de football. Il en remporte 71 matchs, soit 68,9% de victoires (33 matchs nuls et 23 défaites).
L'équipe A du Portugal ne perd jamais un match lorsque Luis Figo inscrit un but.
| Buts en sélection de Luís Figo | Buts en sélection de Luís Figo | Buts en sélection de Luís Figo           | Buts en sélection de Luís Figo | Buts en sélection de Luís Figo | Buts en sélection de Luís Figo | Buts en sélection de Luís Figo          |
| #                              | Date                           | Lieu                                     | Adversaire                     | Score                          | Résultats                      | Compétitions                            |
| ------------------------------ | ------------------------------ | ---------------------------------------- | ------------------------------ | ------------------------------ | ------------------------------ | --------------------------------------- |
| 1                              | 11 novembre 1992               | Stade de Paris, Paris                    | Bulgarie                       | 1-1                            | 2-1                            | Match amical                            |
| 2                              | 9 octobre 1994                 | Daugava Stadium, Riga                    | Lettonie                       | 3-0                            | 3-1                            | Éliminatoires Euro 1996                 |
| 3                              | 13 novembre 1994               | Estádio José Alvalade, Lisbonne          | Autriche                       | 1-0                            | 1-0                            | Éliminatoires Euro 1996                 |
| 4                              | 3 juin 1995                    | Estádio das Antas, Porto                 | Lettonie                       | 1-0                            | 3-2                            | Éliminatoires Euro 1996                 |
| 5                              | 19 juin 1996                   | City Ground, Nottingham                  | Croatie                        | 1-0                            | 3-0                            | Euro 1996                               |
| 6                              | 9 octobre 1996                 | Stade Qemal-Stafa, Tirana                | Albanie                        | 1-0                            | 3-0                            | Éliminatoires de la Coupe du monde 1998 |
| 7                              | 7 juin 1997                    | Estádio das Antas, Porto                 | Albanie                        | 2-0                            | 2-0                            | Éliminatoires de la Coupe du monde 1998 |
| 8                              | 20 août 1997                   | Estádio do Bonfim, Setúbal               | Arménie                        | 2-0                            | 3-1                            | Éliminatoires de la Coupe du monde 1998 |
| 9                              | 31 mars 1999                   | Sportpark Eschen-Mauren, Eschen          | Liechtenstein                  | 2-0                            | 5-0                            | Éliminatoires Euro 2000                 |
| 10                             | 18 août 1999                   | Estádio Nacional, Lisbonne               | Andorre                        | 3-0                            | 4-0                            | Match amical                            |
| 11                             | 4 septembre 1999               | Stade Tofiq-Béhramov, Bakou              | Azerbaïdjan                    | 1-1                            | 1-1                            | Éliminatoires Euro 2000                 |
| 12                             | 8 septembre 1999               | Stadionul Steaua, Bucarest               | Roumanie                       | 1-1                            | 1-1                            | Éliminatoires Euro 2000                 |
| 13                             | 29 mars 2000                   | Estádio Municipal de Leiria, Leiria      | Danemark                       | 2-1                            | 2-1                            | Match amical                            |
| 14                             | 2 juin 2000                    | Estádio Municipal de Chaves, Chaves      | Pays de Galles                 | 1-0                            | 3-0                            | Match amical                            |
| 15                             | 12 juin 2000                   | Philips Stadion, Eindhoven               | Angleterre                     | 1-2                            | 3-2                            | Euro 2000                               |
| 16                             | 16 août 2000                   | Estádio do Fontelo, Viseu                | Lituanie                       | 2-0                            | 5-1                            | Match amical                            |
| 17                             | 3 septembre 2000               | Stade de Kadriorg, Tallinn               | Estonie                        | 2-0                            | 3-1                            | Éliminatoires de la Coupe du monde 2002 |
| 18                             | 15 novembre 2000               | Estádio Primeiro do Maio, Braga          | Israël                         | 1-0                            | 2-1                            | Match amical                            |
| 19                             | 28 février 2001                | Estádio dos Barreiros, Funchal           | Andorre                        | 1-0                            | 3-0                            | Éliminatoires de la Coupe du monde 2002 |
| 20                             | 28 février 2001                | Estádio dos Barreiros, Funchal           | Andorre                        | 3-0                            | 3-0                            | Éliminatoires de la Coupe du monde 2002 |
| 21                             | 28 mars 2001                   | Estádio das Antas, Porto                 | Pays-Bas                       | 2-2                            | 2-2                            | Éliminatoires de la Coupe du monde 2002 |
| 22                             | 2 juin 2001                    | Lansdowne Road, Dublin                   | République d'Irlande           | 1-1                            | 1-1                            | Éliminatoires de la Coupe du monde 2002 |
| 23                             | 15 août 2001                   | Estádio de São Luís, Faro                | Moldavie                       | 1-0                            | 3-0                            | Match amical                            |
| 24                             | 15 août 2001                   | Estádio de São Luís, Faro                | Moldavie                       | 2-0                            | 3-0                            | Match amical                            |
| 25                             | 15 août 2001                   | Estádio de São Luís, Faro                | Moldavie                       | 3-0                            | 3-0                            | Match amical                            |
| 26                             | 6 octobre 2001                 | Estádio da Luz, Lisbonne                 | Estonie                        | 5-0                            | 5-0                            | Éliminatoires de la Coupe du monde 2002 |
| 27                             | 14 novembre 2001               | Estádio José Alvalade, Lisbonne          | Angola                         | 1-1                            | 5-1                            | Match amical                            |
| 28                             | 2 avril 2003                   | Stade Olympique de la Pontaise, Lausanne | Macédoine du Nord              | 1-0                            | 1-0                            | Match amical                            |
| 29                             | 11 octobre 2003                | Estádio do Restelo, Lisbonne             | Albanie                        | 1-0                            | 5-3                            | Match amical                            |
| 30                             | 19 novembre 2003               | Estádio Dr. Magalhães Pessoa, Leiria     | Koweït                         | 3-0                            | 8-0                            | Match amical                            |
| 31                             | 29 mai 2004                    | Estádio Municipal de Águeda, Águeda      | Luxembourg                     | 1-0                            | 3-0                            | Match amical                            |
| 32                             | 3 juin 2006                    | Stade Saint-Symphorien, Metz             | Luxembourg                     | 3-0                            | 3-0                            | Match amical                            |

## Palmarès
En club, Luis Figo gagne notamment la Ligue des champions 2001-02 puis la Coupe intercontinentale 2002 avec le Real Madrid, ainsi que la Coupe des vainqueurs de coupe de l’UEFA et la Supercoupe de l’UEFA à deux reprises.
Au niveau national, il remporte quatre championnats d'Espagne (1998 et 1999 avec le Barça puis 2001 et 2003 avec le Real) et quatre championnats d'Italie consécutifs avec l'Inter (2006, 2007, 2008, 2009).
| Sporting CP (1 titre)                                                                        | FC Barcelone (7 titres) | Real Madrid (7 titres) | Italie (7 titres) | Portugal (2 titres) |
| -------------------------------------------------------------------------------------------- | --- | --- | --- | --- |
| - Coupe du Portugal (1) - Vainqueur : 1995. - Supercoupe du Portugal (1) - Vainqueur : 1995. | - Liga (2) - Champion : 1998 et 1999 - Coupe d'Espagne (2) - Vainqueur : 1997 et 1998 - Finaliste : 1996 - Supercoupe d'Espagne (1) - Vainqueur : 1996 - Finaliste : 1997, 1998 et 1999 - Coupe des coupes (1) - Vainqueur : 1997 - Supercoupe de l'UEFA (1) - Vainqueur : 1997 | - Liga (2) - Champion : 2001 et 2003 Coupe d'Espagne - Finaliste : 2004 - Supercoupe d'Espagne (2) - Vainqueur : 2001 et 2003 Coupe intercontinentale (1) - Vainqueur : 2002 - Finaliste : 2000 Ligue des champions (1) - Vainqueur : 2002 Supercoupe de l'UEFA (1) - Vainqueur : 2002 - Finaliste : 2000 | - Serie A (4) - Champion : 2006, 2007, 2008 et 2009. - Coupe d'Italie (1) - Vainqueur : 2006. - Finaliste : 2007 et 2008. - Supercoupe d'Italie (2) - Vainqueur : 2006 et 2008. - Finaliste : 2007. | - Euro -16 ans (1) - Vainqueur : 1989 - Coupe du monde - 20 ans (1) - Vainqueur : 1991 - Euro Espoirs (1) - Finaliste : 1994 - Championnat d'Europe - Finaliste : 2004 |

### Distinctions individuelles

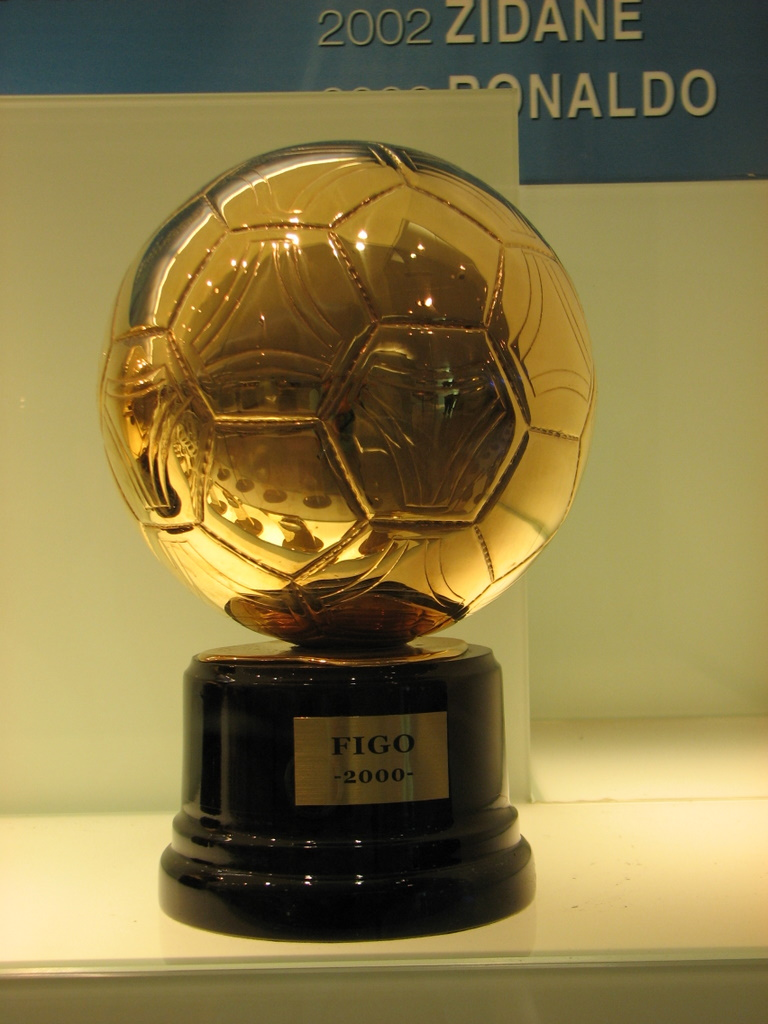
Ballon d'Or de Figo (2000).

Luis Figo est sacré Ballon d’or 2000 alors qu'il évolue au Real Madrid et après une cinquième position l'année précédente. En 2001, il est élu meilleur footballeur de l'année FIFA, récompensant le meilleur joueur du monde, après une deuxième place l'année précédente.
- Élu Ballon d'Or France Football en 2000
- Élu meilleur footballeur de l'année FIFA en 2001
- Élu meilleur joueur étranger du championnat d'Espagne en 1999, 2000 et 2001
- Élu Rey del futbol de Europa par El País en 2000
- Élu meilleur footballeur portugais de l'année en 1995, 1996, 1997, 1998, 1999 et 2000
- Élu meilleur joueur du Championnat d'Europe Espoirs en 1994
- Élu meilleur footballeur de l'année World Soccer Awards en 2000
- Élu 32e meilleur footballeur de l'année FIFA en 2000
- Élu Onze d'Argent par Onze Mondial en 2000
- Meilleur passeur du championnat d'Espagne en 1999 et 2001
- Meilleur passeur de la Ligue des Champions en 2000 et 2005
- Co-meilleur passeur de la Coupe du Monde en 2006 (4 passes décisives)
- Membre de l'équipe-type de la Coupe du Monde en 2006
- Membre de l'équipe-type du Championnat d'Europe des Nations en 2000 et 2004
- Membre de l'équipe-type de l'année UEFA en 2003
- Élu personnalité portugaise de l'année en 1999 et 2000
- Nommé au FIFA 100 en 2004

### Décorations
- Officier de l'Ordre de l'Infant Dom Henrique (2004).
- Chevalier de l'Ordre de l'Immaculée Conception de Vila Viçosa (2006).